# Evas funkarprogram
Evas funkarprogram är en serie program för barn där Eva Funck efter programserierna Evas sommarplåster och Evas vinterplåster tar reda på hur saker och ting fungerar. Med hjälp av sina förstorade modeller visar och berättar hon om olika saker i vår omvärld. Programmet hade premiär i SVT1 2006.

## Avsnitt
1. Ström
2. Vatten och avlopp
3. Kyla
4. Lås
5. TV
6. Filmtricks
7. Pengar
8. Mikrovågsugnar
9. Tyg
10. Flyg
11. Bilmotor
12. Väderlek
13. Kamera
14. Cykel
15. Tryckeri
16. Energi
17. Fartyg
18. Ljud
19. Atmosfär
20. Hushållsmaskiner